# FRUiTS
Fruits (geschreven als "FRUiTS") was een maandelijks Japans magazine over straatmode (street fashion). Het werd opgericht in 1997 door fotograaf Shoichi Aoki. Hoewel het tijdschrift modestijlen vanuit heel Tokio behandelde, lag de focus op de modestijlen in Tokio's Harajuku. Voorbeelden van stijlen die werden gefotografeerd waren lolita, ganguro, punk en goth.

## Inhoud
FRUiTS had een eenvoudige lay-out. Het merendeel van het magazine bestond uit foto's die een volledige pagina in beslag namen. Deze pagina's bevatten een korte uitleg over de persoon op de foto waarin leeftijd, beroep, een oplijsting van de merken die ze droegen en een beschrijving van hun modestijl stond. De meeste uitgaven bevatten slechts enkele reclamepagina's, dit meestal voor lokale bedrijven. Af en toe kwamen er speciale edities uit van FRUiTS. Deze bevatten uitgebreidere profielen van mensen die vaak werden gefotografeerd voor het blad, alsook tekeningen van lezers.

## Wereldwijde reputatie
FRUiTS wekte een interesse in Japanse mode op in het Westen. Een verzameling foto's van de vroege edities van het magazine werden later gepubliceerd in Fruits (2001) en Fresh Fruits (2005) door Phaidon Press. Een tentoonstelling van Aoki's fotografie voor het magazine tourde door Australië en Nieuw-Zeeland.

## Einde
Na 20 jaar en 233 volumes kondigde Shoichi Aoki in februari 2017 het einde van FRUiTS aan.